# Migdol
 (décembre 2022).
Si vous disposez d'ouvrages ou d'articles de référence ou si vous connaissez des sites web de qualité traitant du thème abordé ici, merci de compléter l'article en donnant les références utiles à sa vérifiabilité et en les liant à la section « Notes et références ».

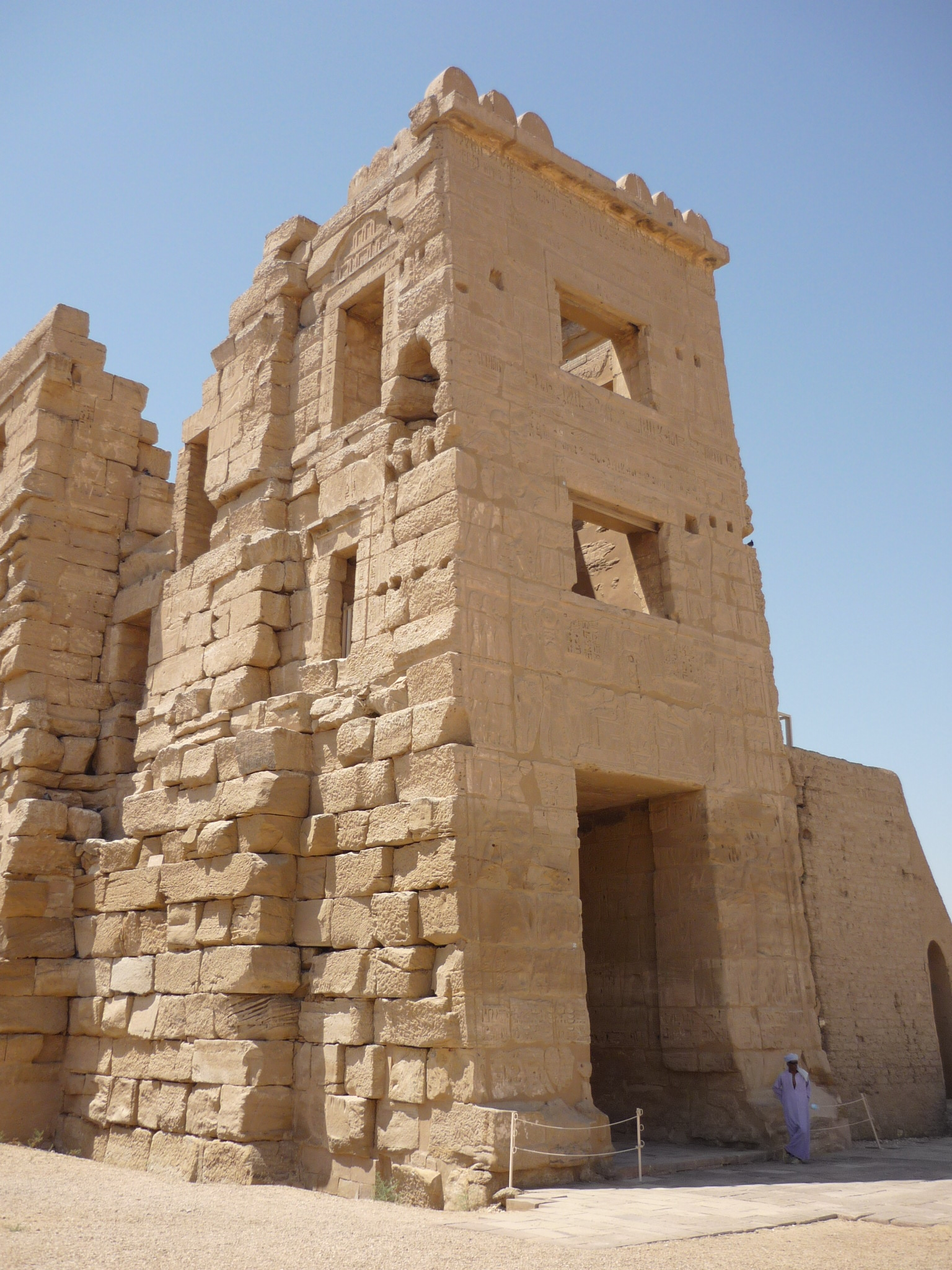
Temple funéraire de Ramsès III, nécropole thébaine, Égypte

Migdol ou Migdal est un mot sémitique (en hébreu : מגדּלה מגדּל , מגדּל מגדּול) apparaissant dans des toponymes du Proche-Orient ancien qui évoque la présence d'une tour ou d'une terrasse élevée. En pratique, cela peut définir une terre fortifiée, un château ou une place forte, mais également une terre surélevée, comme une plateforme.
Ce mot est employé plusieurs fois dans la Bible hébraïque :
- le Livre de Josué parle de Migdal-Gad, la tour de Gad, une cité fortifiée de Judée, ainsi que de Migdal-El, la tour de Dieu dans le territoire de la tribu de Nephthali ;
- le Livre de Jérémie parle d'un Migdol en Égypte, situé sur une île sur le Nil ;
- le Livre d'Ézéchiel parle d'un Migdol en Haute-Égypte pour signifier le siège du gouvernement ;
- l'Exode raconte que les enfants d'Israël ont campé à Pi-Hahiroth entre Migdol et la mer Rouge, avant la traversée. Ce migdol semble ne pas être le nom d'une cité, mais un tertre entre deux lits de rivière.